# Conus kinoshitai
Conus kinoshitai é uma espécie de gastrópode do gênero Conus, pertencente à família Conidae.

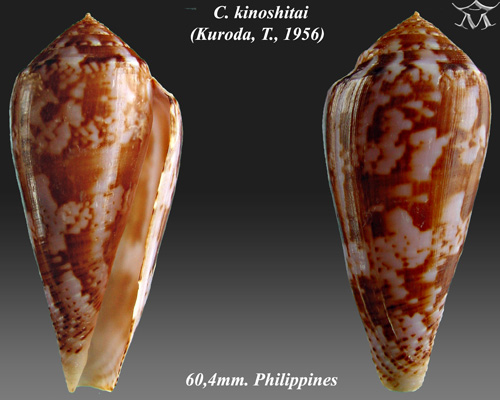
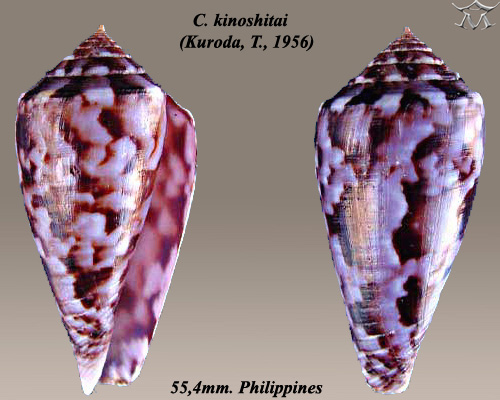